# Llanycil
Llanycil è un comune nella contea di Gwynedd, in Galles, a 160 km da Cardiff e 283 km da Londra. Nel 2011 gli abitanti erano 416.